# Cino Cinelli
Cino Cinelli (Montespertoli, 9 febbraio 1916 – Montepulciano, 20 aprile 2001) è stato un ciclista su strada e imprenditore italiano.
Professionista e indipendente tra il 1937 e il 1944, vinse tre tappe al Giro d'Italia, un Giro di Lombardia e una Milano-Sanremo. Dopo il ritiro dalle corse fondò l'azienda di telai Cinelli.

## Carriera
Dopo buoni risultati tra i dilettanti in Toscana, fu attivo come indipendente nel 1937 con l'A.S. Roma vincendo tra le altre il Circuito dell'Appennino a Pontedecimo. Corse da professionista a partire dal 1938 con le maglie di Fréjus, Bianchi e Benotto, distinguendosi come passista veloce.
In carriera si aggiudicò due importanti classiche, il Giro di Lombardia 1938 e la Milano-Sanremo 1943, in entrambi i casi in volata. Vinse anche tre tappe al Giro d'Italia, due nel 1938 e una nel 1939, edizione conclusa al nono posto dopo aver vestito la maglia rosa per sette tappe. Nel 1938 fece sua anche la Coppa Bernocchi, mentre l'anno dopo vinse il Giro di Campania, prima delle tre prove del campionato nazionale. Nel 1940 vinse due semiclassiche del panorama nazionale: il Giro del Piemonte, gara di campionato, e la Tre Valli Varesine; nel 1941 fu invece secondo al Giro di Lombardia.
Si ritirò dalle corse nel 1944.

## Dopo il ritiro
Dopo il ritiro dalle corse fondò, nel 1947 a Caleppio, l'azienda di tubi, barre e manubri Cinelli, poi evoluta in produzione di telai. Nel 1979 cedette l'attività ad Antonio Colombo, produttore dei tubi Columbus.

## Palmarès
- 1936 (G.R.F. Corridoni Firenze)

Coppa Armando Barlesi
Coppa Brilli Peri
- 1937 (A.S. Roma)

Firenze-Sarzana - Gran Premio Frejus
Coppa Elisa Ferretti
Circuito dell'Appennino
Coppa Andrea Boero
Coppa Costanzo Ciano
- 1938 (Fréjus, cinque vittorie)

7ª tappa, 2ª semitappa Giro d'Italia (Rieti > Roma)
11ª tappa Giro d'Italia (Ascoli Piceno > Ravenna)
12ª tappa Giro dei Tre Mari (Messina > Palermo)
Coppa Bernocchi
Giro di Lombardia
- 1939 (Fréjus, tre vittorie)

3ª tappa Giro d'Italia (Genova > Pisa)
Giro di Campania
Giro della Provincia di Torino (con Giovanni Valetti)
- 1940 (Bianchi, due vittorie)

Giro del Piemonte
Tre Valli Varesine
- 1943 (Bianchi, una vittoria)

Milano-Sanremo

## Piazzamenti

### Grandi Giri
- Giro d'Italia

1938: 12º
1939: 9º

### Classiche monumento
- Milano-Sanremo

1938: 13º
1939: 7º
1941: 21º
1942: 9º
1943: vincitore
- Giro di Lombardia

1936: 17º
1937: 13º
1938: vincitore
1939: 15º
1940: 3º
1941: 2º
1942: 4º